# Spadera unica
Genre
Espèce
Synonymes
- Pseudicius unicus (Peckham & Peckham, 1894)

Spadera unica, unique représentant du genre Spadera, est une espèce d'araignées aranéomorphes de la famille des Salticidae.

## Distribution
Cette espèce est endémique de Madagascar.

## Description
Le mâle holotype mesure 4,8 mm.

## Publication originale
- Peckham & Peckham, 1894 : Spiders of the Marptusa group. Occasional Papers of the Natural History Society of Wisconsin, vol. 2, no 2, p. 85-156 (texte intégral).